# عرافة

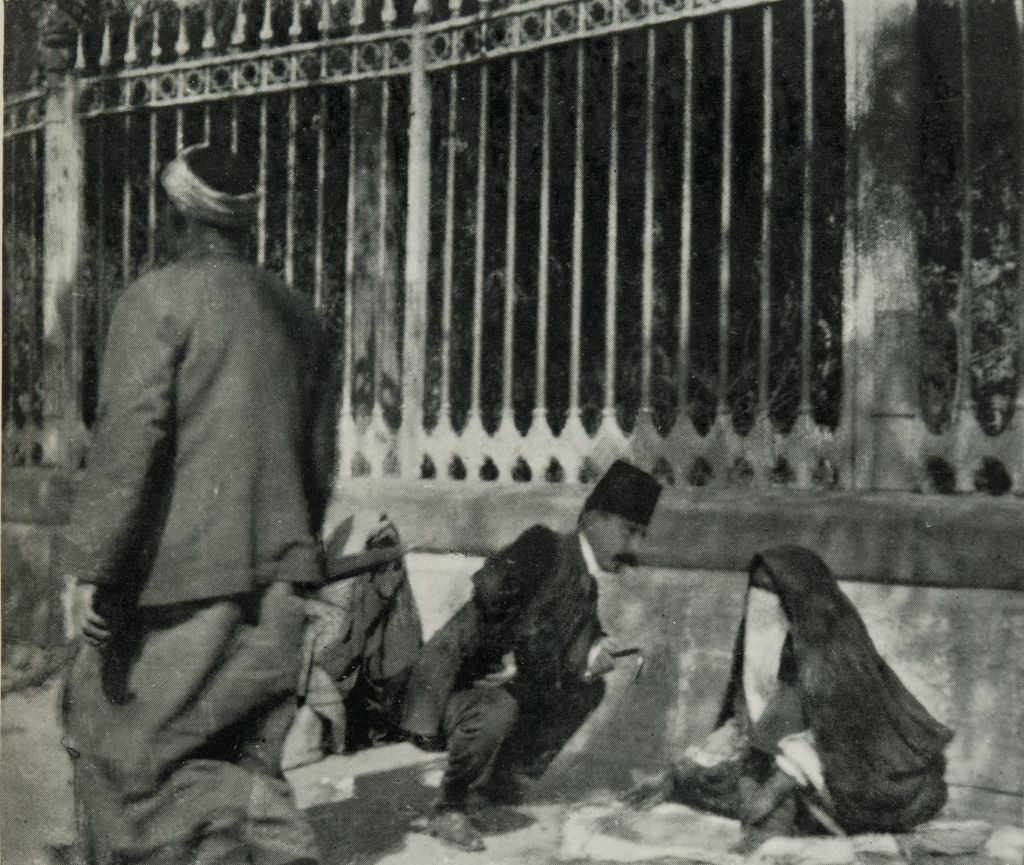
إفندي عند عرافة، الأزبكية بالقاهرة، 1911م

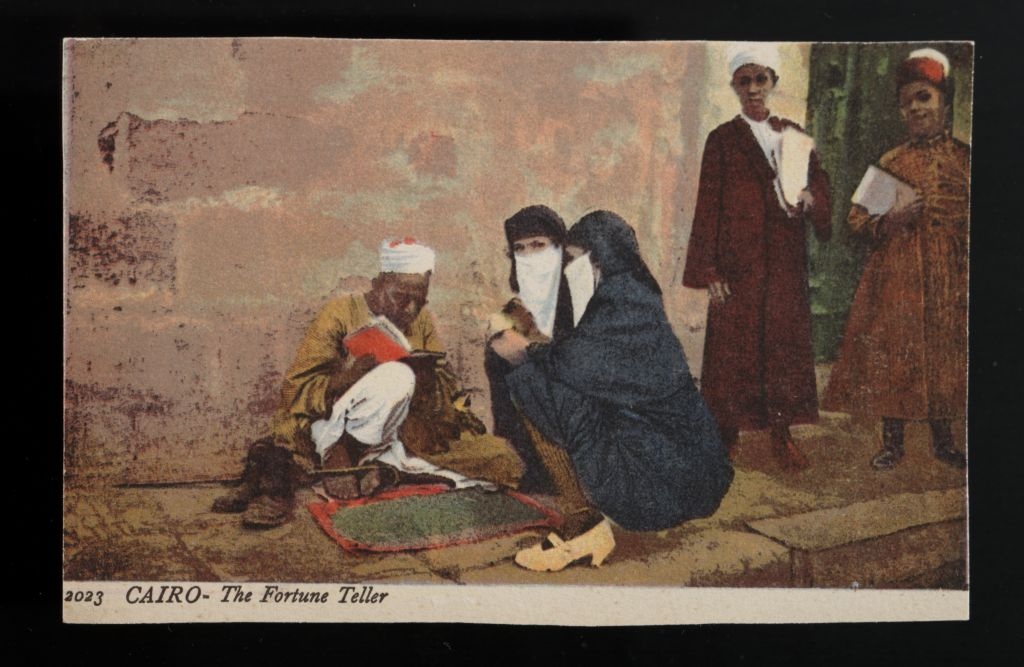
امرأتان عند عراف بالقاهرة

العِرافة أو الكهانة أو قراءة البخت هي ممارسة للتنبؤ بالمستقبل، وعادةً ما تمارس بشكل فردي باستخدام وسائل خفية أو خارقة للطبيعة، وكثيراً ما يتم الخلط بينها وبين الممارسة الدينية التي تعرف بالكهانة وهو الذي يدعي معرفة الشيء المسروق والضالة ونحوها.

## العرافة في الغرب
تشمل الأساليب الشائعة المستخدمة في العرافة على: التنجيم، والعرافة باستخدام أوراق اللعب، والعرافة باستخدام أوراق التاروت، والعرافة باستخدام البلورة، والعرافة عن طريق قراءة الكف.
ترتبط الأنواع الثلاثة الأخيرة في أذهان العامة على نحو تقليدي بشعب الروما والسنتي (و الذين يطلق عليهم غالباً اسم «الغجر»). تظهر أشكال متعددة من العرافة في شتى أصقاع الأرض، وتتضمن المواضيع التي يتنبأ بها العرافون في العادة على احتمالات مستقبلية لعلاقة عاطفية، أو حالة مادية، أو إنجاب الأبناء.
و فيما يظهر في الثقافة الغربية المعاصرة أن النساء يقمن باستشارة العرافين أكثر من الرجال: وتأتي بعض الدلائل على ذلك من كثافة الإعلانات عن خدمات العرافة في المجلات الموجهة للنساء، في حين تغيب هذه الإعلانات في المجلات الموجهة للرجال على وجه الخصوص.
و في التسعينيات، زادت شعبية استشارة الوسطاء الروحيون عبر الهاتف (و التي تضاف تكلفتها لحساب المتصل الهاتفي بأسعار باهظة).

## العرافة في الشرق

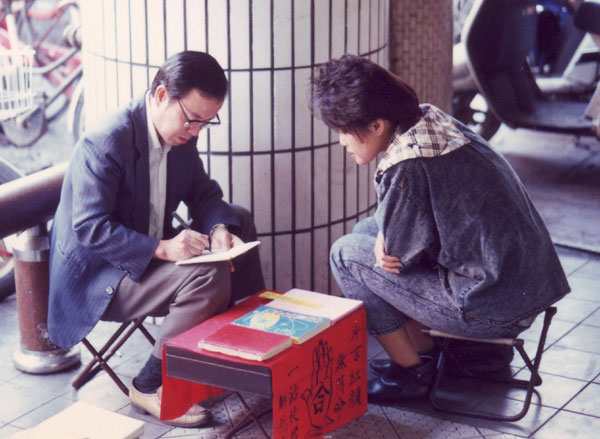
عراف يعمل في شارع في تايوان

مرت العرافة الصينية، والتي تشتهر باسم «سيون مينغ»(باللغة الصينية:算命)، بعدد لا يحصى من الطقوس ووسائل الكهانة على مر عصور السلالات الحاكمة. ولا يوجد اليوم سوى أربعة طرق أساسية لا تزال ممارستها قائمة بين الصين وهونغ كونغ نظراً لدقتها وشعبيتها المختارة. ومع مرور الوقت، انتقل العديد من هذه المفاهيم إلى الثقافة الكورية واليابانية تحت مسميات أخرى؛ ومن أمثلة ذلك استخدام «ساجو» في كوريا لطريقة الأركان الأربعة.

### الطرق المستخدمة
1- قراءة الوجه: وهي عبارة عن تفسير لملامح الوجه بما فيه الأنف، والعينان، والفم، ومعايير أخرى في طيات وجه الشخص، ويقوم العراف بتحويل هذه المعايير إلى تنبؤات حول المستقبل. تشمل هذه الطريقة في العادة على مرحلة حياة الشخص، وتكشف عن نوع الحظ المرتبط ببعض الفئات العمرية.
2- قراءة الكف: وهي عبارة عن تحليل لمواضع خطوط الكف، للكشف عن الحب، والشخصية، وغيرها من السمات.
3- كاو سيم Kau Cim: وتتطلب هذه الطريقة هز اسطوانة تؤخذ من سيقان نبات الخيزران (البامبو) المجوفة، مما ينتج عن ذلك خروج عود واحد على الأقل من أعواد الند الموجودة داخل الاسطوانة، ومن ثم يحلل أحد المفسرين الحروف الصينية المنقوشة على هذا العود، وهذا النوع من التنبؤ قصير المدى إذ إنه يشمل سنة واحدة حسب التقويم الصيني.
4
- زي وي دو شوZi wei dou shu: وهو ما يطلق عليه في بعض الأحيان على نحو غير محكم مسمى«بيك مينغ»(باللغة الصينية:劈命)، أو من يبحث عن مرشد على علم واسع بالتقويم الصيني. يستخدم العرافون في هذه الطريقة التنجيم مقترناً مع الأبراج الصينية، والأركان الأربعة للقدر، والعناصر الخمسة، وتكون النتيجة النهائية عبارة عن ترجمة لطريق مصير الشخص، إنها تفسير للأمور المقدرة. تتراوح نتيجة التفاصيل اعتماداً على دقة ما يقدمه الشخص من معلومات حول الأركان الأربعة، كما يمكن لهذه الطريقة أيضاً أن تؤكد على وقوع الأحداث الفريدة التي حدثت فيما سبق من حياة الشخص.

## المجتمع
للعرافة احترامها في المجتمع الصيني، كما تعد جزءاً مهماً من الثقافة الاجتماعية والتجارية. لذا، فإنه غالباً ما يكون للعرافين أدوار تقابل أدوار المستشارين الإداريين والأطباء النفسانيين في المجتمع الغربي. وكمستشارين إداريين، فهم يقومون بإسداء النصح والمشورة لرجال الأعمال إزاء القرارات المتعلقة بالأعمال التجارية والاستثمارية. كما تنطوي العديد من القرارات المتعلقة بأعمال تجارية كبرى على ما يمليه عليهم العراف، فدورهم الاجتماعي يسمح بنقل خطر القرار إلى خارج المؤسسة، ويقدم آلية لسرعة البت عشوائياً بين خيارات متعددة تتساوى فيها الفائدة. وكأطباء نفسانيين، فهم يساعدون الناس لمناقشة وحل قضاياهم الخاصة دون أن تلحق بهم وصمة عار المرض النفسي.
التقييم العلمي
يعتقد العلماء أن هناك عدة عوامل تفسر الشعبية التي حازت عليها العرافة وما صح من قصص حولها:
1- يستخدم العرافون مصطلحات غامضة في الإخبار بالتنبؤات على الدوام تقريباً، بحيث لا تكون عرضة للتكذيب والدحض، لذا فهي لا تخطيء أبداً لكن تفسير الشخص لها يمكن أن يكون دائماً على خطأ.
2- إن انحياز الناس وميلهم إلى التأكيد يهيئهم للبحث عن الحالات التي يمكن أن تفسر فيها التنبؤات على أنها تنبؤات صائبة أكثر من بحثهم عن الحالات التي تخطئ فيها هذه التنبؤات.
3- قد يخفق مستهلكوا خدمات العرافة في إدراك أن ما يطلقه عليهم العرافون من عبارات قد تعكس الحقيقة، لكنها تنطبق بالقدر نفسه على معظم الناس (فعبارة: «كنت تتشاجر مع والديك بعض الأحيان حين كنت مراهقاً» على سبيل المثال تنطبق على الغالبية العظمى من الناس). وهذا هو ما يطلق عليه«تأثير فوريرForer effect».
4- عادة ما يظهر العرافون مهارات في قراءة الناس وإخبارهم بما يودون سماعه (أسلوب «القراءة الباردة cold reading»).
5- قد يكون الشخص الذي يعمل الكهانة لنفسه يستخدم ردود فعله تجاه المحفزات العشوائية (مثل أوراق التاروت) كوسيلة لترتيب أفكاره ذهنياً.
6- يمكن أن تكون التنبؤات مصدراً للتسلية واللهو.
7- يمكن أن تقلل التنبؤات من القلق إزاء المستقبل المجهول.
8- حين اتخاذ قرار ما بالاستناد على معلومات ناقصة، يمكن للعراف أو الكاهن تقليل القلق الذي يصاحب التخمين.
9- قد تكون العرافة مصدر ثقة خارجي للاستشهاد بها في دعم اتخاذ قرار ما، أو في الدفاع عن قرار سبق اتخاذه.
10- قد تؤدي التنبؤات ذاتها لأن يغير الشخص من سلوكه بطريقة تجعل التنبؤات تصبح حقيقة.
11- حين تأتي التنبؤات في نطاق ما يعتقده الشخص ويؤمن به فعندها تكتسب فرصة جيدة للتصديق.

## قانونية العرافة
تعد العرافة في ولاية نيويورك جنحة من الفئة ب، وبموجب قانون ولاية نيويورك، إس 165.35 فإنه:
يعتبر الشخص مذنباً بممارسة العرافة، سواء أكان ذلك لقاء أجر أو تعويض يلتمسه أو يأخذه بشكل مباشر أو غير مباشر، حين يزعم أو يتظاهر بأنه يخبر بالبخت، أو ينصب نفسه على أنه قادر، عن طريق ما يزعمه أو يتظاهر به باستخدام قوى خفية، للإجابة على أسئلة أو إسداء نصح حول المسائل الشخصية، أو لطرد الأرواح الشريرة أو اللعنات أو التأثير فيها؛ ويستثنى من ذلك الشخص الذي ينخرط في الأمور التي سبق وصفها كجزء من استعراض أو معرض الغرض منه الترفيه والتسلية فحسب. إلا أنه ينبغي على من يزور العرافين أن يستخدم ذكاءه وحكمته أثناء زيارته لهم.